# Stefano Faustini
Stefano Faustini (Brescia, 5 agosto 1968) è un ex ciclista su strada italiano, professionista dal 1996 al 1999.

## Carriera
Attivo tra i dilettanti dal 1987 al 1995, partecipò ai mondiali del 1993 a Oslo e vinse diverse gare di categoria, tra cui il Piccolo Giro di Lombardia nel 1995. Passato professionista nel 1996 con la Aki-Gipiemme, ottenne quell'anno i principali risultati della carriera: si aggiudicò infatti due gare, il Gran Premio Palio del Recioto (quell'anno aperto anche ai pro) e il Tour du Lac Léman, e ottenne diversi piazzamenti di rilievo, tra cui il settimo posto finale al Giro d'Italia e il quinto alla Vuelta a España. Nello stesso anno fu anche riserva della Nazionale Elite ai mondiali di Lugano.
Negli anni seguenti prese parte ad altre tre edizioni del Giro d'Italia, pur senza entrare più in Top 10, e ottenne anche una terza vittoria, al Wartenberg-Rundfahrt, nel 1998. Si ritirò dall'attività al termine della stagione 1999.

## Palmarès
- 1988 (Dilettanti)

Trofeo Velox
- 1991 (Dilettanti)

Trofeo Amedeo Guizzi
Circuito Castelnovese
- 1992 (Dilettanti)

Giro del Valdarno
- 1993 (Dilettanti)

Giro delle Tre Provincie Toscane
Gran Premio Bongioanni
- 1995 (Dilettanti)

1ª tappa Giro della Valle d'Aosta
5ª tappa Giro della Valle d'Aosta
Classifica generale Giro della Brianza
Classifica generale Giro della Toscana dilettanti
Gran Premio Colli Rovescalesi
Trofeo Gianfranco Bianchin
Ruota d'Oro
Piccolo Giro di Lombardia
- 1996 (Aki-Gipiemme, due vittorie)

Gran Premio Palio del Recioto
Tour du Lac Léman
- 1998 (Vini Caldirola-Longoni Sport, una vittoria)

Wartenberg-Rundfahrt

## Piazzamenti

### Grandi Giri
- Giro d'Italia

1996: 7º
1997: ritirato (non partito 7ª tappa)
1998: 22º
1999: 111º
- Vuelta a España

1996: 5º

### Classiche monumento
- Milano-Sanremo

1996: 119º
- Giro di Lombardia

1996: 29º

### Competizioni mondiali
- Mondiali su strada

Oslo 1993 - In linea dilettanti: 22º